# Angela Franke
Angela Franke (* 18. November 1957 in Magdeburg) ist eine ehemalige deutsche Schwimmerin, die für die DDR startete.
Ihre ersten Erfolge erreichte sie auf der Lagenstrecke. In dieser Disziplin nahm sie auch an den Olympischen Spielen 1972 in München teil, konnte dort aber nicht den Endlauf erreichen. Als Weltrekordhalterin über 400 Meter Lagen startete sie bei den ersten Schwimmweltmeisterschaften 1973 in Belgrad und wurde dort von ihrer Landsfrau Gudrun Wegner geschlagen und wurde somit Vizeweltmeisterin. Ein Jahr später gewann sie bei den Europameisterschaften in Wien Gold über 400 Meter Freistil und mit der 4-mal-100-Meter-Freistilstaffel.
1973 konnte sie über 400 Meter Lagen den Welt- und 1974 in Wien über 400 Meter Freistil den Europarekord verbessern.
Mit einer Bronzemedaille über 200 Meter Lagen bei den Weltmeisterschaften in Cali beendete sie 1975 ihre Schwimmkarriere.